# Сорокин, Андрей Алексеевич (футболист)
Андрей Алексеевич Сорокин (28 марта 1996, Москва) — российский футболист, полузащитник белорусского клуба «Городея».

## Карьера
Занимался в академиях «Локомотива» и ЦСКА. Играл за молодежную команду «армейцев». Выступал в ПФЛ за «Сахалин». В феврале 2017 года молодого футболиста подписал «Ростов». Однако за его основной состав он так и не сыграл, после чего Сорокин вернулся в «Сахалин».
Летом 2018 года защитник заключил контракт с белорусским клубом Высшей лиги «Городея». За «сахарников» он дебютировал 19 августа в победном гостевом матче против минского «Динамо» (2:0).
Вызывался в ряды юношеской сборной России до 17 лет.

## Достижения
- Победитель группы «Восток» Первенства ПФЛ (1): 2017/18.